# Preparctia confluens
Preparctia confluens là một loài bướm đêm thuộc phân họ Arctiinae, họ Erebidae.